# Mark Stewart (musicista)
Mark Stewart (Bristol, 10 agosto 1960 – 21 aprile 2023) è stato un cantante britannico.

## Biografia
Originario di Bristol, ha iniziato la sua carriera musicale nel 1977 come membro fondatore del gruppo post-punk The Pop Group. Il gruppo si è sciolto nel 1981, cosicché Stewart ha debuttato da solista l'anno seguente. L'artista ha realizzato diversi album a suo nome e ha collaborato con altri artisti, tra cui Trent Reznor, Tricky, Massive Attack, Chicks on Speed, Algiers e Primal Scream.
Nel 2011, con l'artista e scrittore Rupert Goldsworthy, ha formato The New Banalists Orchestra, un collettivo che comprendeva altri soci musicisti e non. Oltre alla musica, Stewart è stato coinvolto nell'arte  concettuale.
Si è spento nel 2023 all'età di 62 anni.

## Discografia

### Album in studio
- 1983 - Learning to Cope with Cowardice
- 1985 - As the Veneer of Democracy Starts to Fade
- 1987 - Mark Stewart
- 1990 - Metatron
- 1996 - Control Data
- 2008 - Edit
- 2012 - The Politics of Envy
- 2022 - VS
- 2025 - The Fateful Symmetry

### EP
- 1982 - Jerusalem

### Raccolte
- 1986 - Mark Stewart + Maffia
- 2005 - Kiss the Future
- 2012 - Exorcism of Envy (remix)

### Con The Pop Group
Lista parziale
- 1979 - Y
- 1980 - For How Much Longer Do We Tolerate Mass Murder?
- 2015 - Citizen Zombie
- 2016 - Honeymoon on Mars